# آتوروگیریا
آتوروگیریا (به لاتین: Athurugiriya) یک منطقهٔ مسکونی در سری‌لانکا است که در ناحیه کلمبو واقع شده‌است. آتوروگیریا ۸۴٬۲۷۸ نفر جمعیت دارد و ۳۰ متر بالاتر از سطح دریا واقع شده‌است.